# Sever Frențiu
Sever Frențiu (n. 15 noiembrie 1931, Săcueni, Bihor, România – d. 6 noiembrie 1997, Arad, România) a fost un pictor, scenograf, vitralist, gravor, desenator, ceramist, și mozaicar român.

## Studii
A absolvit Institutul de Arte Plastice „Ion Andreescu” din Cluj, promoția 1955, clasa profesorilor Catul Bogdan și Aurel Ciupe.

## Biografie și expoziții
În 1955, a devenit membru al UAP , deținând funcția de președinte al Filialei UAP Arad, între 1958-1970.
A participat cu regularitate la expozițiile județene și de scenografie în diferite orașe ale țarii: Arad, Timișoara, Baia Mare, Cluj, Constanța, București, precum și în numeroase expoziții de grup peste hotare: la Galeria de arte IL SALOTTO, Vicenza- Italia, 1965, la Stabia, în Italia împreună cu sculptorul Alexandru Gheorghiță, cu graficianul Mihai Mănescu și cu pictorul Florin Ciubotaru (în 1991) ș.a. În 1968, a organizat o expoziție personală la Arad.

Toamnă, Iarna,, vitraliu, detaliu, Primăria Arad

În calitate de scenograf, a colaborat la:
Teatrul de Marionete din Arad (1957- 1961), la
Teatrul de Stat din Arad (1961-1970), la Teatrul
„Jokay Szinház” din Debrețin (1967-1968), la
Studioul cinematografic „Buftea” (1973, 1976,
1978), la Teatrul „Ion Creangă”, București (1978),
la Aarhus-Teater, în Danemarca (1978), la Norske
Teater, în Oslo (1979), la Rix Teater, Oslo (1981),
la Marionettes de Geneve (1986), la Teatrul
francez “Edmonton”, Canada (1986), la Teatrul
„Bulandra” (1989), la Teatrul Mic, București (1992),
la Hordaland Teater din Oslo (1995), la Teatrul
Evreiesc din București (1997).
A executat vitralii pentru Primăria din Arad
și pentru „Sala Corvinilor” din Palatul Cotroceni.
În 1962, este distins cu Premiul de scenografie
pentru piesa „Antigona și ceilalți”.
Lucrările sale se află în colecții din Canada,
SUA, Japonia, Anglia, Belgia, Franța, Germania,
Norvegia, Danemarca, Italia, Ungaria și România.
Este inițiat în Francmasonerie în 1992. În 1993, participă la ceremonia de reaprindere a luminilor Marii Loji Naționale a României. În 1994 devine Maestru Venerabil al Lojii Nomine, iar în anul 1995 este ales Mare Maestru al Marii Loji Naționale din România. În 1996, realizează împreună cu Vladimir Boantă unirea masonică din România.

## Distincții
- Ordinul „Meritul Cultural” clasa a IV-a (1968) „pentru activitate deosebită în domeniul artelor plastice”[5]

## Lucrări și cronică
|  | …În 1955, la debutul expozițional, Sever Frențiu impunea prin lucrările sale. De la maeștrii săi deprinsese vigoarea compozițiilor lui Aurel Ciupe și rafinamentul lui Catul Bogdan. Aceste calități se adăugau vocației sale înnăscute pentru siguranța liniei, vocație exersată ca gravor, încă înainte de intrarea sa la Institutul de Arte Plastice din Cluj. Cu o certă înclinație pentru scenografie, viguros creator de spații reale sau imaginare, Sever Frențiu a găsit, în lumea teatrului, mediul stimulator atât de necesar imaginației sale. Veșmintele bogate ale Renașterii, arhitectura bogată a romanticilor și poezia evanescentă a Secession-ului au contribuit la crearea unui stil, a unei personalități unice în arta românească.Din rigoarea unui gravor și spiritul unui ultim romantic s-a născut opera sa de pictor și desenator, vitraliile de o neasemuită, la noi, eleganță și expresivitate, tulburătoarele forme, în sticlă, create la Veneția, ceramica și mozaicurile, toate, purtând marca unui artist a cărui tumultoasă vocație nu se putea cantona într-un singur domeniu.Călătorind îndelung în țările nordului sau sub soarele torid al Africii, Sever Frențiu realiza o sinteză între misterul tenebros și întinsele spații pierdute sub lumina crudă a soarelui pe care o plasa într-o Veneție de carnaval, de o fabuloasă bogăție. Între realitate și mister, între cuvânt și fină insinuare, în fața unei scene sau a șevaletului, Sever Frențiu, ultimul romantic, a dat o operă demnă de marii bijutieri ai Renașterii. | — Radu Ionescu |